# Eden (2006)
Eden ist ein deutscher Film aus dem Jahr 2006. Es ist der dritte Film von Michael Hofmann nach Der Strand von Trouville und Sophiiiie!.

## Handlung
Eden erzählt die Geschichte des einsamen Meisterkochs Gregor, dessen große Liebe das Erfinden neuer Köstlichkeiten ist. Er besitzt ein exquisites Restaurant in einem kleinbürgerlichen süddeutschen Kurort, in dem Menschen im gesetzten Alter sich an Square Dance oder Schwimmen erfreuen. Neben dem Kochen sitzt er oft im Kurcafé und beobachtet Frauen. Er begegnet so der Kellnerin Eden.
Eden ist eine junge Mutter, die in ihrer Beziehung nicht mehr glücklich ist. Sie ist nach ihrer Arbeit in dem Familienbetrieb oft im Park mit ihrer Tochter Leonie, die das Down-Syndrom hat. Gregor ist fasziniert von Eden und fertigt für Leonie zu deren Geburtstag eine Torte. Eden probiert eine der Pralinen auf der Torte und ist von dem Genuss überwältigt. Sie erzählt ihrem Mann Xaver davon, der jedoch darüber einschläft. Eden trifft sich von nun an dienstags abends regelmäßig mit Gregor, der sie bekocht, während Xaver die Zeit mit seinen Kumpanen im örtlichen Striplokal verbringt.
Xaver ist ein gescheiterter Anwalt, der im familiären Gastwirtschaftsbetrieb den Ansager beim Square Dance und den Bademeister beim Schwimmen gibt. Xaver ist im Gegensatz zu Eden unglücklich über die Behinderung der Tochter und hat keinen richtigen Zugang zu Leonie. Xaver ist eifersüchtig auf den exzentrischen Koch, als er von den dienstäglichen Treffen erfährt. Mit Hilfe eines Freundes taucht er in dem exquisiten Restaurant Gregors auf und ist von den Kochkünsten überwältigt. Ihm werden sein berufliches Scheitern als Anwalt und seine geringe Existenz deutlich und er glaubt immer mehr an eine Affäre des Kochs und seiner Frau. Eden hingegen sieht die Treffen mit Gregor als Bereicherung ihres Lebens und der Beziehung zu Xaver. Sie genießt die Kostbarkeiten, die ihr vorgesetzt werden, und Gregor wird von ihr inspiriert. An der Dunstabzugshaube in seinem Restaurant hat der asexuelle Koch ein Foto von seiner Muse hängen. Eden wird nach langer Zeit des vergeblichen Versuchens wieder schwanger und sieht diesen Wunsch durch die Veränderung, die Gregor in ihr Leben gebracht hat, erfüllt. Gregor vereinsamt erneut; umso mehr er durch sein Handeln die Beziehung der Eheleute verbessert, desto weiter entfernt er sich von seiner Eden, die begeistert von den Fortschritten zu Hause berichtet.
Xaver kämpft um das Einzige, was er in seinem Leben erreicht hat, um Eden. Er fährt mit ihr für ein verlängertes Wochenende nach Paris, unternimmt mit ihr eine Kreuzfahrt und zerstört die Existenz von Gregor, indem er dessen Weinkeller ruiniert. Es ist ein ungleicher Kampf zwischen dem schüchternen, einsamen Koch, der sich endlich ein wenig einem anderen Menschen öffnen konnte, und Xaver, dem aufbrausenden Verlierertypen, der in einem tragischen Ereignis endet. Wutentbrannt wird Gregor von Xaver verfolgt, als dieser kurz vor seinem Wegzug Eden noch ein letztes Mal sprechen möchte. Doch Gregor kann in den Wald flüchten und versteckt sich auf einem Baum, von wo er genau auf Xaver fällt, der dadurch getötet wird. Gregor behauptet vor Gericht aber, sich Xaver „Mann gegen Mann“ gestellt zu haben und wird daraufhin zu einer Haftstrafe verurteilt. Nach seiner Entlassung eröffnet er gemeinsam mit seinem früheren gehörlosen Kellner die erste mit einem Stern prämierte Rastplatz-Imbissbude, wo sich Eden und Gregor wieder treffen.

## Hintergrund
Josef Ostendorf, der schon in den beiden vorangegangenen Filmen von Michael Hofmann eine Nebenrolle bekleidet hatte, inspirierte den Drehbuchautor zur Rolle des Gregor.
Die Gerichte aus dem Film (cucina erotica) stammen alle aus den Händen von Frank Oehler und wurden von ihm in einem Kochbuch veröffentlicht.

## Kritiken
„Das in leisen Tönen inszenierte spannende Drama verdichtet sich zum Psychogramm einer Gesellschaft, in der Genuss in Gier umschlägt und sich Liebe in Gewalt verwandelt. Die Kochkunst dient dabei als Metapher für die Vertreibung aus dem Paradies oder als eine Möglichkeit, dorthin Zugang zu erlangen.“

## Auszeichnungen
- 2006: International Film Festival Rotterdam – Publikumspreis[5]
- 2006: 42. Pesaro Film Festival – Publikumspreis[6]
- 2006: 3. International Film Festival Eurasia – Grand Prix[7]